# Kunstjahr 1942
Liste der Kunstjahre

◄ | 1938 | 1939 | 1940 | 1941 | Kunstjahr 1942 | 1943 | 1944

Weitere Ereignisse
Dieser Artikel behandelt das Kunstjahr 1942.

## Ereignisse
- 20. Oktober: Peggy Guggenheim eröffnet in Manhattan das avantgardistische Museum Art of This Century, das zugleich Galerie ist. Den Auftrag für die Gestaltung der Räume hat sie dem Architekten Friedrich Kiesler erteilt.
- Edward Hopper fertigt in Öl auf Leinwand sein bekanntestes Werk Nighthawks.

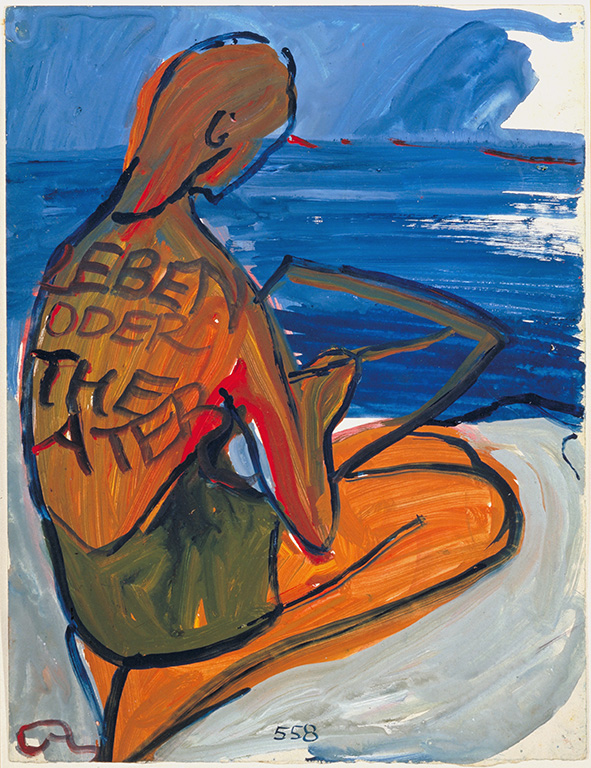
Selbstbildnis, Charlotte malend am Strand, Charlotte Salomons letztes Bild

- Die deutsch-jüdische Malerin Charlotte Salomon malt im südfranzösischen Exil ihr letztes Bild aus der Werkreihe Leben? Oder Theater?.
- David Hare gibt in Zusammenarbeit mit Marcel Duchamp, André Breton und Max Ernst erstmals die surrealistische Zeitschrift VVV heraus.

## Geboren

### Geburtsdatum gesichert
- 07. Januar: Björn R. Kommer, deutscher Kunsthistoriker und Museumsdirektor
- 20. Januar: Reinhard Dauber, deutscher Architekt, Kunsthistoriker und Hochschullehrer

- 10. Februar: Lawrence Weiner, US-amerikanischer bildender Künstler, Vertreter der Konzeptkunst († 2021)
- 16. Februar: Ulrich Aust, deutscher Architekt und Denkmalpfleger († 1992)
- 00. Februar: Abed Abdi, arabisch-israelischer Maler und Zeichner, Grafiker, Bildhauer, Kunstschmied und Dozent

- 04. März: Henryk Waniek, polnischer Maler, Bühnenbildner, Schriftsteller, Kunstkritiker und Essayist
- 12. März: Fred Julsing, niederländischer Cartoonzeichner († 2005)
- 25. März: Arthur Amiotte, US-amerikanischer Künstler und Kunsthistoriker
- 31. März: Anne Poirier, französische Künstlerin

- 23. April: Edmond Baudoin, französischer Karikaturist und Comiczeichner

- 05. Mai: Patrick Poirier, französischer Künstler

- 11. Juni: Hellmut Lorenz, österreichischer Kunsthistoriker
- 24. Juni: Uwe Appold, deutscher Designer, Bildhauer und Maler

- 03. Juli: Uwe Nickel, deutscher Grafiker und Maler
- 12. Juli: Lothar Ledderose, deutscher Kunsthistoriker
- 26. Juli: Tan Lip Seng, singapurischer Fotograf
- 30. Juli: Sergio Ferrero, italienischer Künstler und Extremsportler

- 15. August: Toni Catany, spanischer Fotograf († 2013)

- 14. September: Manfred Butzmann, deutscher Grafiker
- 18. September: Marco Rota, italienischer Zeichner von Disney-Comics
- 19. September: Hossein Amanat, iranisch-kanadischer Architekt

- 07. Oktober: Wolfgang Heilemann, deutscher Fotograf
- 07. Oktober: José Antonio Muñoz, argentinischer Comiczeichner
- 07. Oktober: Rico Weber, Schweizer Künstler († 2004)
- 29. Oktober: Bob Ross, US-amerikanischer Maler und Fernsehstar († 1995)

- 06. November: Ferenc Gyurcsek, ungarischer Bildhauer
- 12. November: Sabina Grzimek, deutsche Bildhauerin
- 19. November: Calvin Klein, US-amerikanischer Modedesigner
- 27. November: Manolo Blahnik, spanischer Schuh-Designer

- 03. Dezember: Frank Sels, belgischer Comiczeichner und -autor († 1986)
- 13. Dezember: Wolf D. Prix, österreichischer Architekt
- 17. Dezember: Ulrich Schaffer, deutscher Schriftsteller, Lyriker und Fotograf

### Genaues Geburtsdatum unbekannt
- Georges Adéagbo, beninischer Installationskünstler
- Hanns-Jörg Anders, deutscher Fotograf
- Javier Artiñano Ansorena, spanischer Kostümbildner und Bühnenbildner († 2013)
- Gottfried Knapp, deutscher Kunstkritiker und Autor
- Jimmi D. Paesler, deutscher Maler
- Rolf Thiele, deutscher Künstler und Hochschullehrer

## Gestorben
- 06. Januar: Tina Modotti, italienische Fotografin und Revolutionärin (* 1896)
- 22. Januar: Walter Sickert, britischer Maler (* 1860)

- 21. März: Jindřich Štyrský, tschechischer Maler, Photograph, Grafiker, Dichter, Vertreter des Surrealismus und Kunsttheoretiker (* 1899)
- 27. März: Gonzalo Argüelles Bringas, mexikanischer Maler (* 1877)

- 18. April: Gertrude Vanderbilt Whitney, US-amerikanische Mäzenin und Gründerin des Whitney Museum of American Art (* 1875)

- 23. Mai: Charles Robert Ashbee, englischer Architekt, Innenarchitekt, Kunsthandwerker, Kunsttheoretiker und Dichter (* 1863)

- 10. Juni: Gustav Gull, Schweizer Architekt (* 1858)
- 14. Juni: Heinrich Vogeler, deutscher Maler (* 1872)

- nach dem 11. Juli: Friedrich Adler, deutscher Architekt und Opfer der Shoa (* 1878)

- 09. August: Arnold Genthe, deutsch-amerikanischer Fotograf (* 1869)
- 28. August: Clara Arnheim, deutsche Malerin und Opfer der Shoa (* 1865)

- 17. September: Cecilia Beaux, US-amerikanische Malerin (* 1855)

- 02. Oktober: Adolph Larsen, dänischer Landschaftsmaler (* 1856)

- 11. November: Billy DeBeck, US-amerikanischer Comiczeichner (* 1890)
- 19. November: Bruno Schulz, polnisch-jüdischer Schriftsteller, Literaturkritiker, Graphiker und Zeichner; Opfer der Shoa (* 1892)

- 11. Dezember: Séraphine Louis, französische Malerin (* 1864)
- 22. Dezember: Hans Anetsberger, deutscher Porträt- und Landschaftsmaler (* 1870)
- 26. Dezember: Frederic Storck, rumänischer Bildhauer (* 1872)
- 27. Dezember: Reginald Blomfield, britischer Landschaftsarchitekt (* 1856)